# David Todd Wilkinson
David Todd Wilkinson, ameriški astrofizik in kozmolog, * 13. maj 1935, Hillsdale, Michigan, ZDA, † 5. september 2002, Princeton, New Jersey, ZDA.
Wilkinson je bil med letoma 1965 in 2002 profesor fizike na Univerzi Princeton.
Nacionalna akademija znanosti ZDA mu je leta 2001 podelila medaljo Jamesa Craiga Watsona.
1. 1 2  Muzej Solomona R. Guggenheima — 1937.